# Azyny (pochodne hydrazyny)

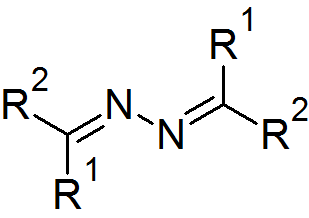
Ogólny wzór azyn; dla ketazyn R_{1} i R_{2} są grupami organicznymi, dla aldazyn R_{1} lub R_{2} = H

Azyny – organiczne związki chemiczne z grupy diimin, będące pochodnymi hydrazyny o budowie R2C=N−N=CR2. Powstają w wyniku reakcji hydrazyny z dwoma ekwiwalentami molowymi ketonu lub aldehydu, dając odpowiednio ketazyny lub aldazyny, RHC=N−N=CRH.
Azyny mogą być substratami do otrzymywania hydrazonów i związków diazowych, np.: